# Cantone di Châlons-en-Champagne-1
Il Cantone di Châlons-en-Champagne-1 è una divisione amministrativa dell'Arrondissement di Châlons-en-Champagne.
A seguito della riforma approvata con decreto del 21 febbraio 2014, che ha avuto attuazione dopo le elezioni dipartimentali del 2015, alla frazione urbana sono stati aggregati 3 comuni.

## Composizione
prima della riforma del 2014 comprendeva solo parte della città di Châlons-en-Champagne.
Dal 2015, oltre a parte della città di Châlons-en-Champagne, i comuni appartenenti al cantone sono i seguenti 3:
- Compertrix
- Coolus
- Fagnières